# Kitee
Kitee és un municipi de Finlàndia integrat a la regió de Carèlia Septentrional, dins la província de Finlàndia Oriental. Aquest municipi tenia 10.024 habitants (el 2003) i una àrea de 1.141,75 km², dels quals 276,87 km² (el 25% aprox.) són aigua. La densitat de població és de 8,8 habitants per km².
L'idioma oficial de Kitee és el finès. Anteriorment, el municipi també es coneixia amb el nom de "Kides" en documents suecs.
La banda de metal simfònic Nightwish és originària d'aquest municipi, a més de ser el lloc de naixement de la seva ex-vocalista, Tarja Turunen.